# Elysius deceptura
Elysius deceptura är en fjärilsart som beskrevs av Druce 1905. Elysius deceptura ingår i släktet Elysius och familjen björnspinnare. Inga underarter finns listade i Catalogue of Life.